# 아타코라주

아타코라주

아타코라주(프랑스어: Atakora)는 베냉 북서부에 위치한 주로, 주도는 나티팅구이며 면적은 20,459km2, 인구는 769,337명(2013년 기준)이다. 남쪽으로는 동가주, 남동쪽으로는 보르구주, 동쪽으로는 알리보리주와 접하며 북쪽으로는 부르키나파소, 남서쪽으로는 토고와 국경을 맞대고 있다.
1999년 아타코라주 남부가 동가주로 분리되어 신설되었다. 9개 지방 자치체(부쿰베, 코블리, 케루, 쿠안데, 마테리, 나티팅구, 페온코, 탕기에타, 투쿤투나)를 관할한다.